# Igbo rap
L'Igbo rap est un genre musical de hip-hop lancé à la fin des années 1990 par les Igbos au sud du Nigeria. Le style s'inspire de la musique traditionnelle Igbo et de la musique afro-américaine. Comme pour les autres genres dérivés du hip-hop, il peut se mêler au highlife, au R&B et à l'afro-soul. La majeure partie des groupes et artistes Igbo rap chantent des paroles en langue Igbo, bien qu'elle soient occasionnellement mêlées à l'anglais nigérian.
Les pionniers de la scène incluent Mr. Raw (anciennement Dat N.I.G.G.A. Raw), Slow Dogg, MC Loph et 2Shotz. La plupart des groupes actuels sont considérés comme des artistes d'Igbo rap, alors que de nombreux auditeurs s'accoutument au son indigène,,,,.